# Nevada Test Site

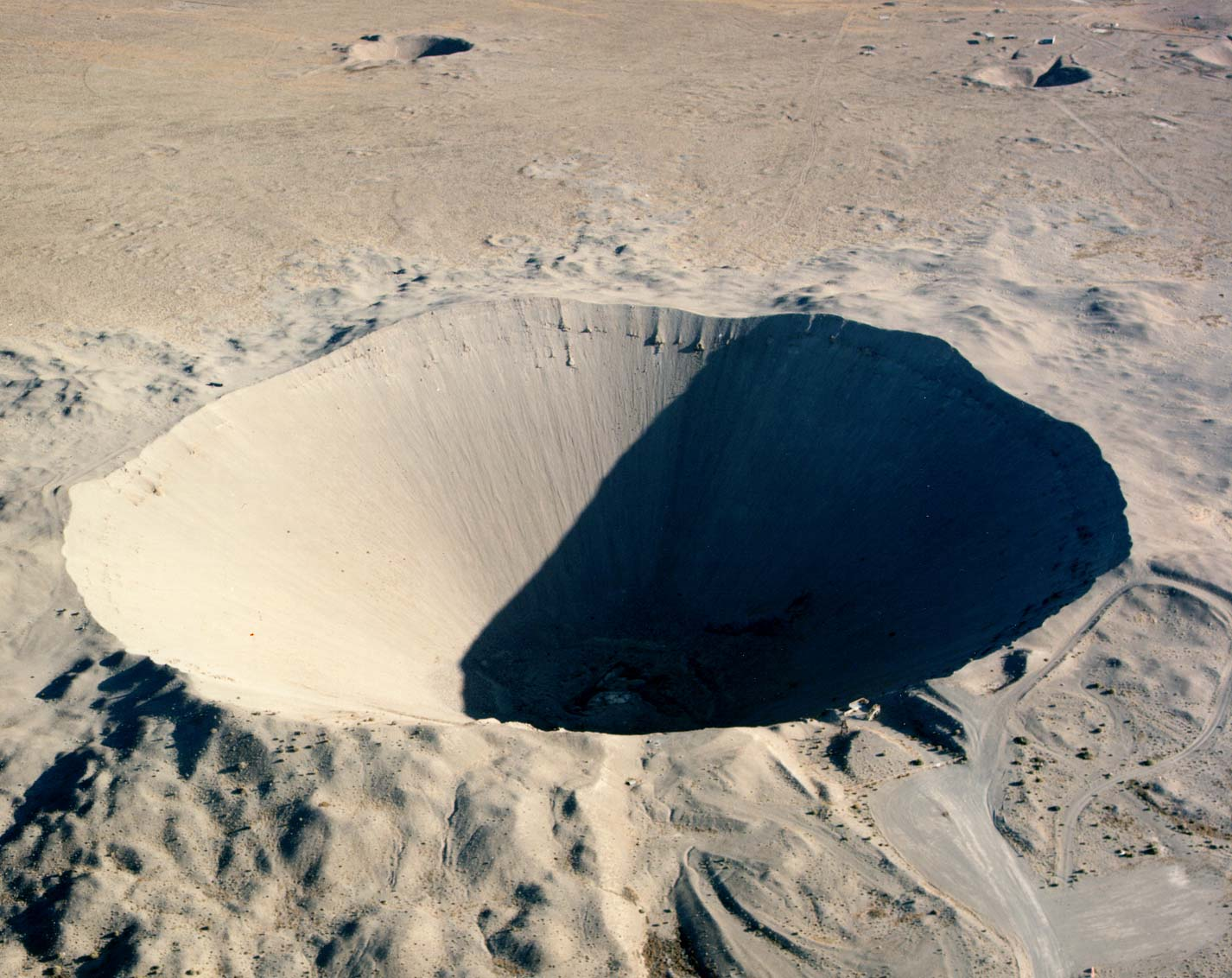
Kráter Sedan

Nevada Test Site (NTS, Nevadská testovací střelnice) je americké vojenské území. Nachází se asi 150 km severozápadně od Las Vegas, má rozlohu přibližně 3 500 km² a slouží nebo v minulosti sloužilo jako testovací místo pro potřeby armády USA. V sousedství leží vojenská základna Nellis Air Force Range, nyní nazývaná Nevada Test and Training Range (NTTR). V této části státu Nevada se nachází také Oblast 51 (Area 51), kde v minulosti údajně byly pozorovány objekty UFO, což se ale neprokázalo (Oblast 51 je podle různých zdrojů součástí NTS nebo NTTR).
Celkem bylo v NTS provedeno v letech 1951–1958 100 atmosférických testů a v letech 1961–1992 828 podzemních testů jaderných zbraní. Jedním z důsledků podzemního výbuchu je např. kráter Sedan. V důsledku toho je toto místo někdy označováno za "nejozářenější a nejrozbombardovanější místo na světě".
V NTS se dále mimo jiné nacházejí sklady jaderného odpadu, letecké základny a testovací místa pro nejaderné zbraně.